# Eddie Durham
Eddie Durham est un tromboniste, guitariste et arrangeur américain. Il est aussi l'un des premiers guitaristes de jazz à employer une guitare électrique.

## Biographie
Eddie Durham grandit dans un environnement musical, son père joue du violon et il s'initie à la musique grâce à un frère plus âgé. Ses deux instruments de prédilections sont la guitare et le trombone. Il suit son frère en tournée au sein du Durham Brothers Band qu'il codirige avec lui à partir de 1921,. Durham réalise ses premières séances d'enregistrement avec le pianiste Bennie Moten qu'il accompagne de 1929 à 1933. À partir de 1934, il s'installe à New York, effectuant dans un premier temps des arrangements pour le chanteur et chef d'orchestre Willie Bryant (en) puis accompagne Jimmie Lunceford et Count Basie entre 1935 et 1938. En 1937, Eddie Durham et Floyd Smith jouent avec une guitare amplifiée électriquement, ils sont parmi les premiers à exploiter cette technique qui influencera peu de temps plus tard Charlie Christian. À partir de 1940 il dirige des orchestres, compose et effectue des arrangements pour différents musiciens, notamment Glenn Miller et Artie Shaw. Il est entre 1940 et 1943 le directeur musical de l'orchestre International Sweethearts of Rhythm, et lance également un autre orchestre, Eddie Durham's All-Star Girl Orchestra : les deux orchestres sont composés uniquement de musiciennes afro-américaines, et se produisent dans tout le pays, connaissant le succès. Dans les années 1950 et au début des années 1960 il travaille principalement en indépendant sur des arrangements. Il accompagne le saxophoniste Buddy Tate en 1969 et au début des années 1980 il participe dans le groupe Harlem Blues and Jazz Band avec une tournée en Europe.

## Discographie
- Blue Bone, 1981